# Skerlićeva
Skerlićeva (en serbe cyrillique : Скерлићева) est une rue de Belgrade, la capitale de la Serbie, située dans la municipalité urbaine de Vračar.

## Parcours
La rue Skerlićeva naît au niveau de la rue Nebojšina. Elle s'oriente vers l'est et longe, sur sa gauche, le plateau de Saint Sava (en serbe :Svetosavski plato) puis aboutit au carrefour des rues Stojana Protića, qui en apparaît comme le prolongement, Bore Stankovića (à gauche) et Braničevska (à droite).

## Architecture et culture
La maison de Đorđe Jovanović, située au n° 6, a été construite en 1926 par l'architecte Dragutin Šiđanski et l'ingénieur Stojan Veljković pour le sculpteur Đorđe Jovanović ; elle a été conçue comme une villa séparée, entourée d'un jardin ; la façade principale est décorée de statues allégoriques représentant la peinture et la sculpture, placées dans des niches demi-circulaires ; elle est inscrite sur la liste des biens culturels de la ville de Belgrade.
La Bibliothèque nationale de Serbie se trouve au n° 1 de la rue.